# Piano Salon Christophori
De Piano Salon Christophori is een museum in de wijk Gesundbrunnen in de Duitse hoofdstad Berlijn. Het is gewijd aan concertvleugels en vernoemd naar de Italiaanse muziekinstrumentenbouwer Bartolomeo Cristofori (1655-1731)

## Collectie en activiteiten
In het museum is een collectie van rond 120 historische concertvleugels te zien. De oudste vleugel is afkomstig van Domenico Perotta en stamt uit 1799, de laatste komt uit 1987. Andere voorbeelden zijn een Quattrocord van de bouwer August Förster (1943), vleugels van de firma Érard (1854, 1850 en 1880), twee Challen (1935 en 1940), twee Steinways (1901 en 1950) en een moderne Bösendorfer Imperial. Het belangrijkste deel van verzameling is van Franse makelij. Een groot aantal instrumenten is nog niet gerestaureerd.
Daarnaast worden piano-avonden georganiseerd waarin er vanaf een podium kamermuziek en jazzmuziek ten gehore wordt gebracht. Tussen de historische vleugels in de zaal is plaats gecreëerd voor bijna tweehonderd toeschouwers.

## Geschiedenis
De pianosalon werd door de arts Christoph Schreiber opgericht en is gevestigd in de Uferstudio's, ook wel Uferhallen genoemd. De locatie is een voormalig depot van de tramdienst (Straßenbahn). Het werd daar in 1926 gebouwd door de architect Jean Krämer.